# Casa consistorial de Bloemfontein
La casa consistorial de Bloemfontein es un edificio histórico en Bloemfontein que alberga el ayuntamiento local. Se encuentra en President Brand Street, junto al Tribunal Supremo de Apelaciones de Sudáfrica y da a la plaza Hertzog. Se completó en 1936 y fue incendiado por manifestantes en 2017.

## Historia
Las obras de construcción comenzaron en 1934 y finalizaron en 1936. El edificio fue diseñado por el arquitecto Gordon Leith. Durante la década de 1980 se abrieron nuevas oficinas municipales junto al edificio. Incluso después de los cambios de gobierno municipal en 2000 y su reclasificación en 2011, el gobierno local ha seguido utilizando el ayuntamiento. El 21 de junio de 2017, unos vándalos prendieron fuego al edificio. El incendio se produjo durante una protesta del Sindicato de Trabajadores Municipales de Sudáfrica celebrada en el edificio ese mismo día. Los archivos municipales que se encontraban en el edificio se perdieron en el incendio.
Tras un proyecto de restauración, el Ayuntamiento de Bloemfontein reabrió sus puertas en 2021. Para devolver el edificio a su estado original, los responsables del proyecto tuvieron que importar materiales de otros países, como por ejemplo techos de Italia.

## Descripción
Es una estructura de piedra [arenisca]] de dos pisos. Tiene una gran sala, la sala de reuniones del consejo, detrás de su entrada este. La entrada en President Brand Street está diseñada simétricamente con dos torres. Los pilares confieren a la entrada este elementos neoclásicos. Sobre la entrada simétrica cuelgan carteles que indican el Stadhuis y el Ayuntamiento. Sobre éstos se encuentra el antiguo escudo de armas de la ciudad.

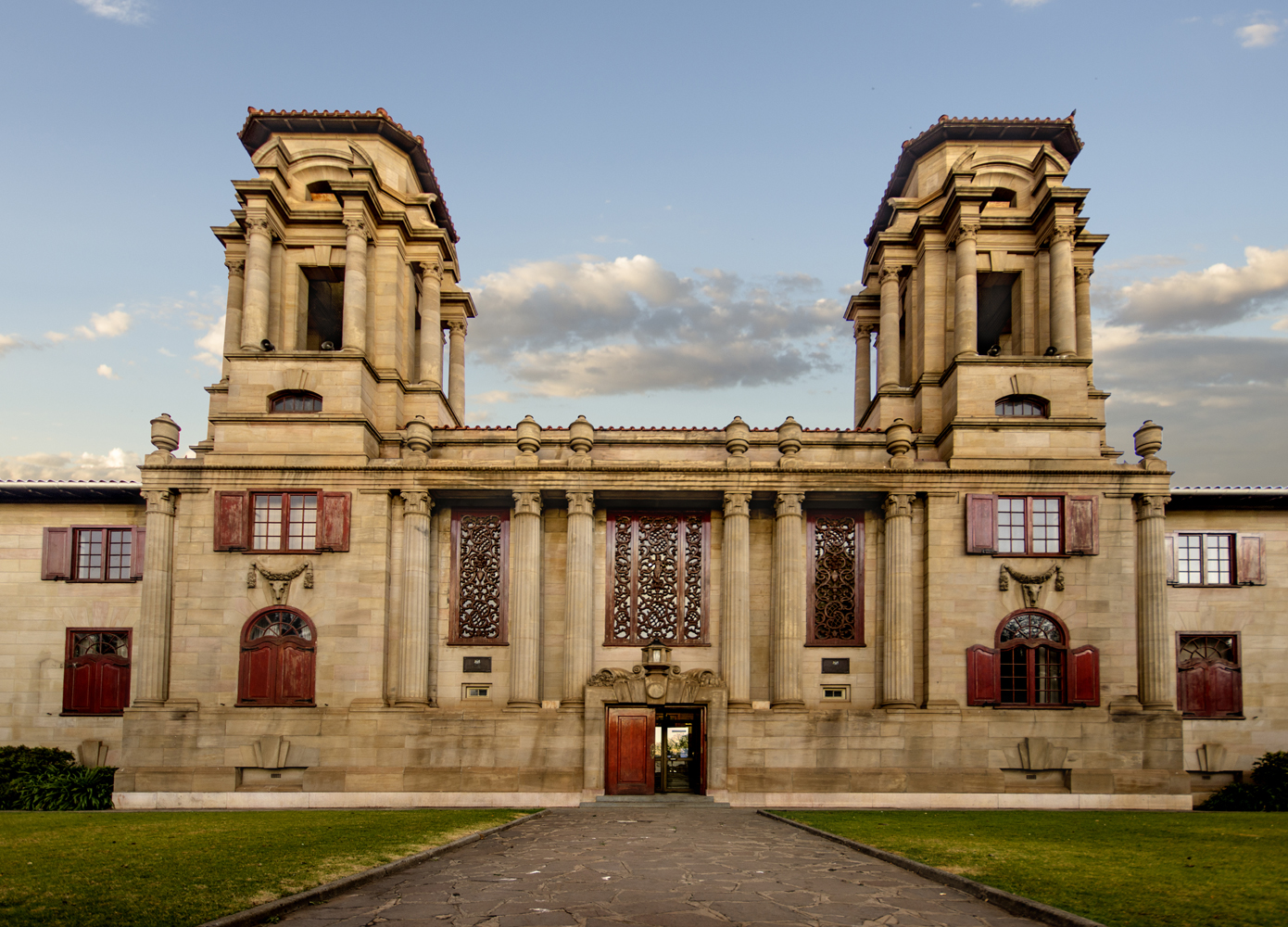
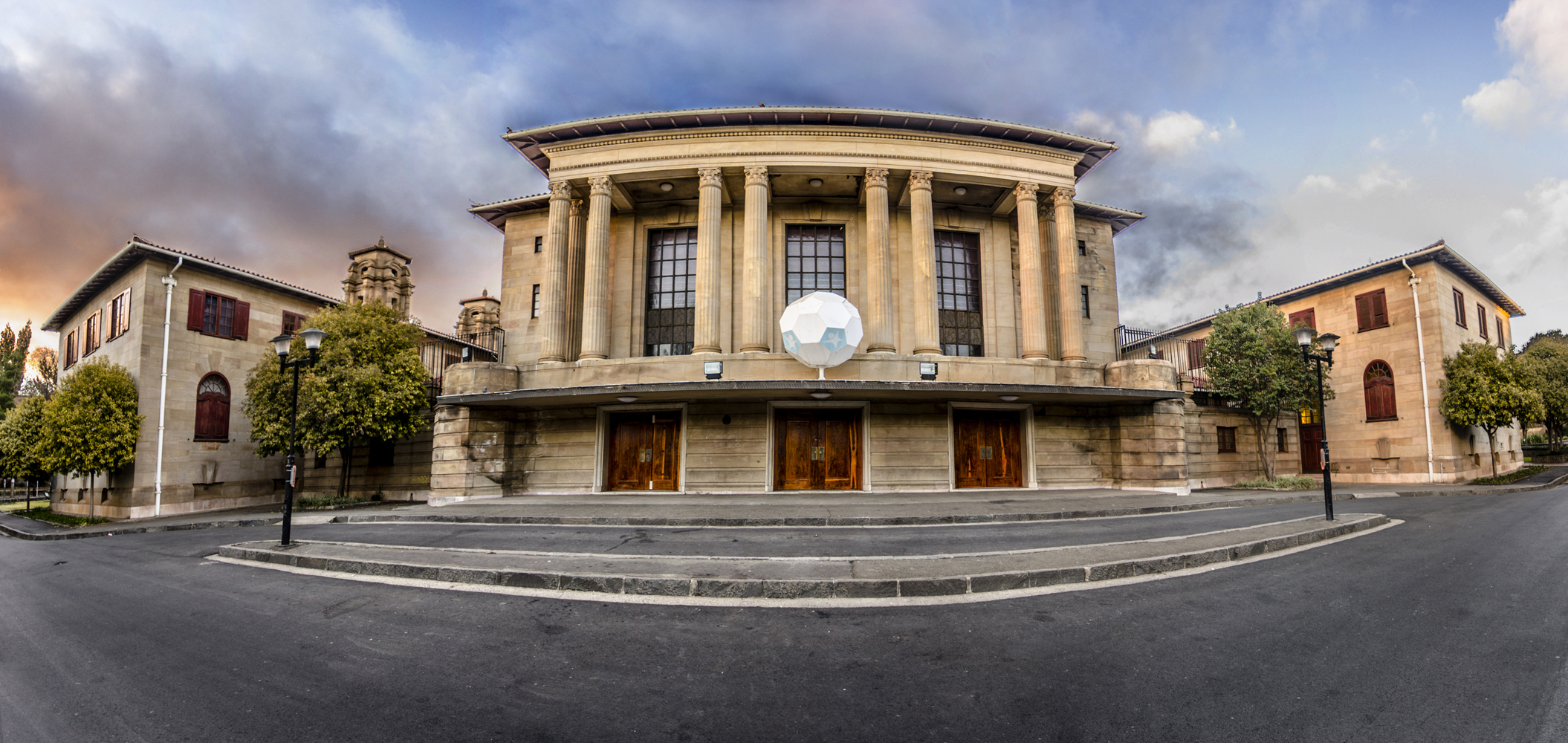
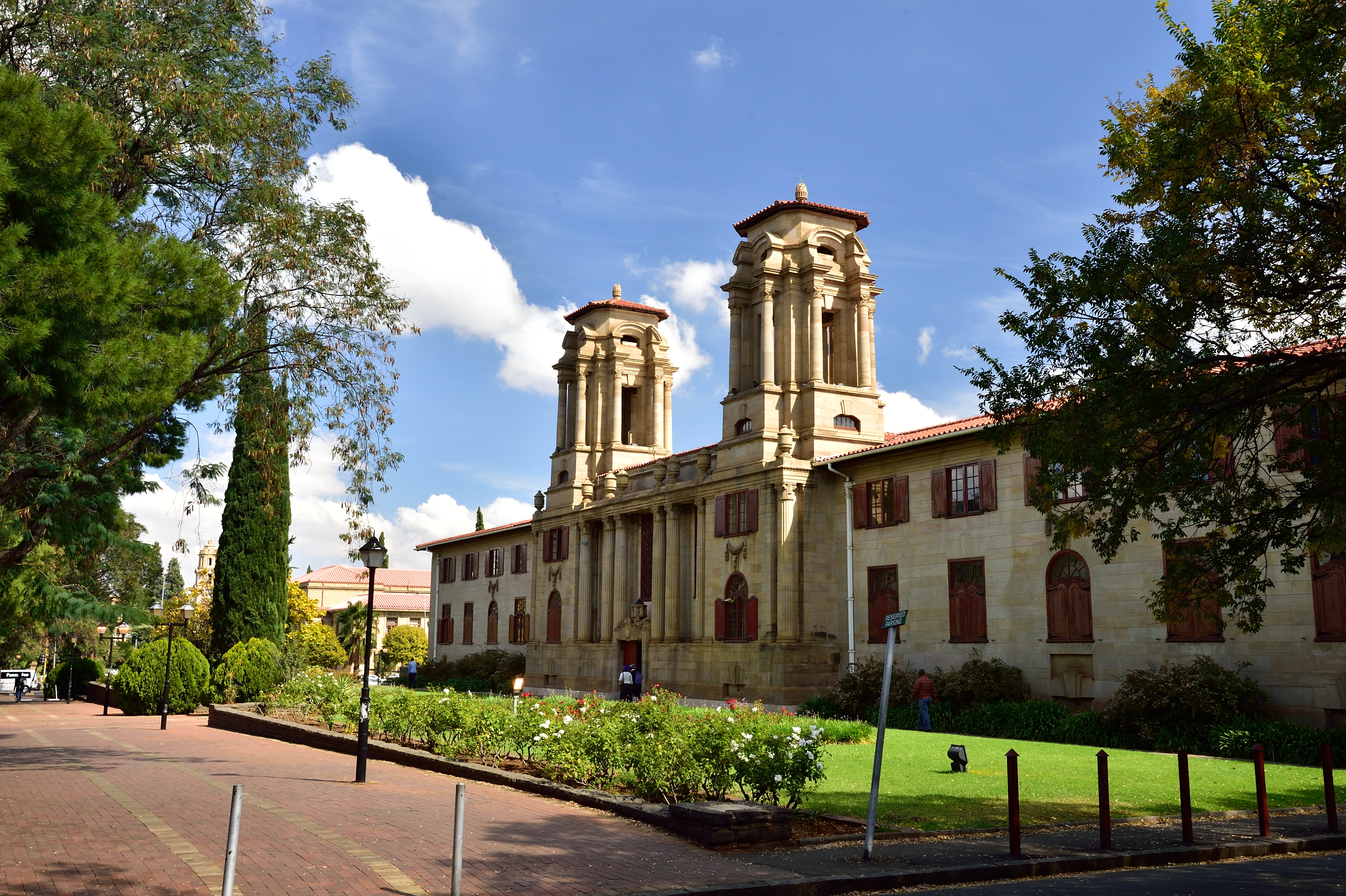